# Partit Comunista de la Xina
El Partit Comunista de la Xina (PCX) (xinès simplificat: 中国共产党, pinyin: Zhōngguó Gòngchǎndǎng) és el partit polític que governa la República Popular de la Xina. Té més de 95 milions de membres (2021) i és una de les organitzacions polítiques més grans del món.

## Història
Després de la seva fundació el 1921, el Partit Comunista de la Xina esdevingué una de les formacions polítiques més influents de la Xina. El 1949, l'exèrcit del partit, denominat Exèrcit Popular d'Alliberament, va derrotar el Partit Nacionalista Xinès o Guomindang (KMT) en la Guerra Civil Xinesa. El líder del PCX en aquell moment, Mao Zedong, va proclamar la nova República Popular, sota la direcció del Partit Comunista. L'etapa que Mao va ocupar el poder del Partit Comunista i de la República Popular va estar caracteritzada per intenses campanyes de reformes econòmiques i ideològiques com el Gran Salt Endavant o la Revolució Cultural. Després de la mort de Mao el 1976, el seu successor Hua Guofeng no assoliria mantenir el poder, que acabaria en mans de Deng Xiaoping, líder pragmàtic que alteraria la base ideològica del Partit permetent una sèrie de reformes institucionals i econòmiques que encoratjarien l'adopció de models econòmics de desenvolupament de tipus capitalista. Aquestes reformes s'intensificarien amb els successors de Deng Xiaoping, primer Jiang Zemin i després Hu Jintao. El 2012 Xi Jinping fou nomenat secretari general del Comitè Central del Partit Comunista Xinès. Són freqüents les dues denominacions Partit Comunista de la Xina i Partit Comunista Xinès. Encara que ambdues són correctes com a traducció del nom xinès, les publicacions en castellà de la mateixa República Popular de la Xina utilitzen sempre la primera forma.

### Abans de 1949

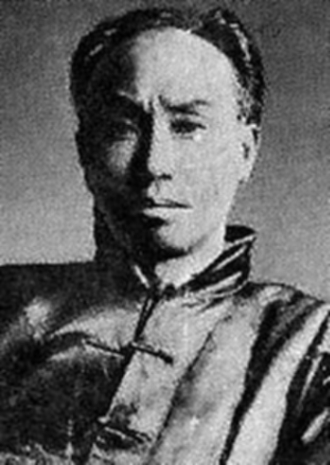
Chen Duxiu, un dels fundadors i primer líder del Partit Comunista de la Xina

La introducció de la ideologia comunista a la Xina va ser obra fonamentalment de dos homes: Chen Duxiu i Li Dazhao. Aquest últim havia fundat un grup d'estudi del marxisme a la Universitat de Pequín, on treballava com a bibliotecari. Precisament a la biblioteca de la Universitat de Pequín treballava també el futur capdavanter comunista Mao Zedong, encara que, segons sembla, Mao i Li mai no van arribar a tenir una relació personal. Les activitats polítiques de Li Dazhao van cridar l'atenció de Chen Duxiu, degà de la universitat i editor de la famosa revista reformista Nova Joventut. Chen va convidar Li a editar un número especial monogràfic de Nova Joventut sobre el marxisme, que finalment es publicà a la tardor de 1919. La publicació d'aquest número de Nova Joventut, en un moment que el moviment de reforma política i cultural conegut com a Moviment del Quatre de Maig estava en plena eclosió, va atreure molts lectors de la influent revista, inclòs el mateix Chen Duxiu, cap al marxisme. Li Dazhao va ser, d'aquesta manera, l'introductor del marxisme com ideologia a la Xina. En col·laboració amb Chen Duxiu, va començar a atreure joves interessats en el marxisme i el moviment va despertar l'atenció de la Unió Soviètica, que per mitjà de la Komintern intentava promoure el comunisme en el món.
Dos agents de la Komintern, el rus Grigori Voitinski i el xinès educat a Sibèria Yang Mingzhai, van ser enviats per Lenin a la Xina per contactar amb activistes marxistes. En arribar a Pequín el 1920, es van entrevistar amb Li Dazhao, qui els va recomanar que parlessin també amb Chen Duxiu, en aquell temps resident a Xangai. Voitinski i Yang van viatjar-hi, on van oferir a Chen el suport tant econòmic com logístic de la Unió Soviètica per fundar un partit comunista.

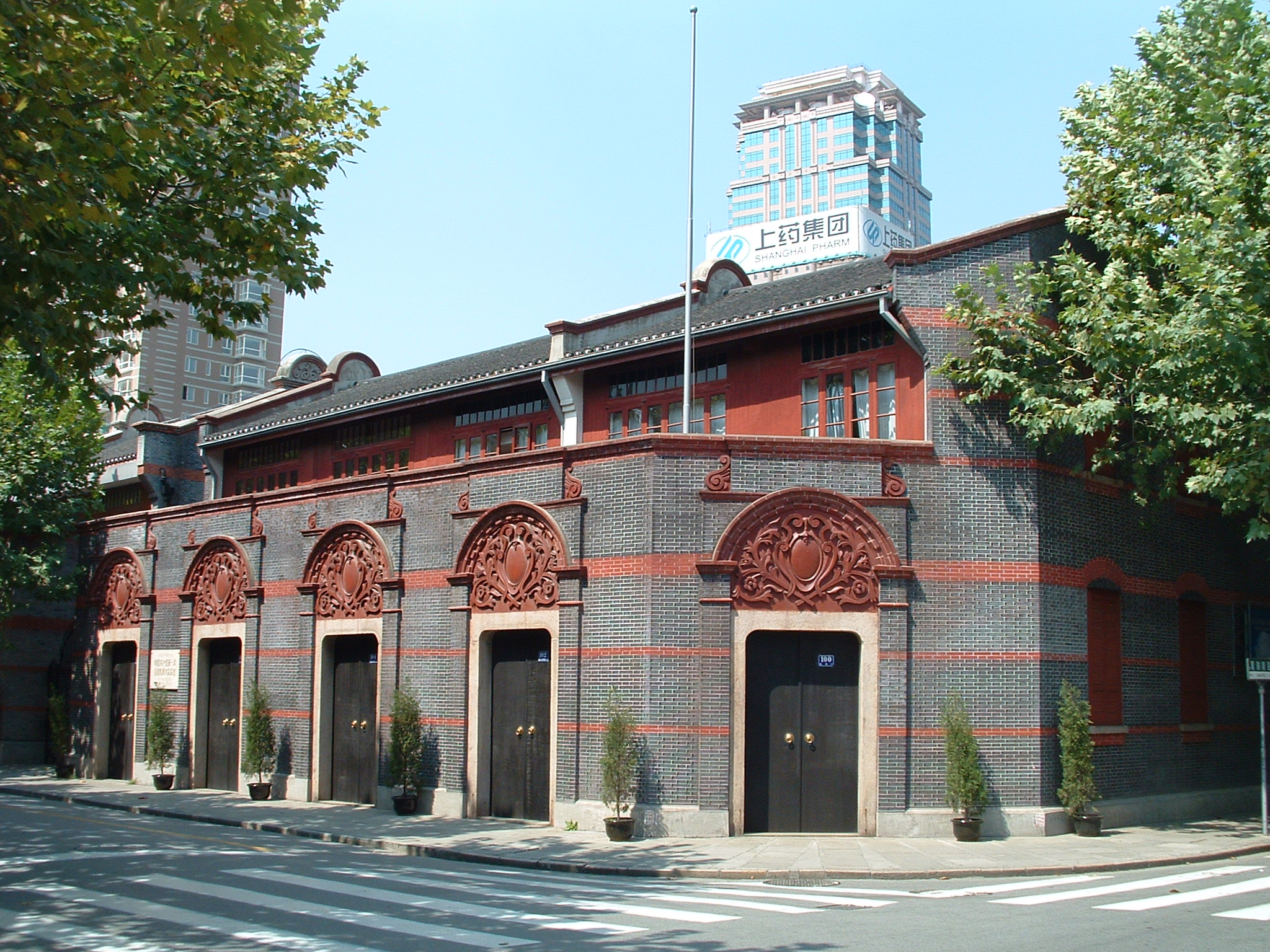
Edifici en el número 106 de l'Avinguda de Wangzhi, actualment número 76 de l'Avinguda de Xingye, on es va inaugurar el I Congrés Nacional del Partit Comunista de la Xina.

La fundació formal del Partit Comunista de la Xina es va produir en una reunió a Xangai l'1 de juliol de 1921. Chen Duxiu, que en aquell moment es trobava a Guangzhou, no va poder assistir-hi, però va ser nomenat secretari general del partit in absentia. Uns dies després, el 23 de juliol de 1921, s'inaugurava, també a Xangai, el I Congrés Nacional del Partit Comunista de la Xina, en el qual van participar dotze delegats, entre ells Mao Zedong, que van aprovar els estatuts del nou partit. En els seus primers anys, el PCX va estar sota la influència total de la Komintern, que transmetia les directrius decidides a Moscou.

### Primers anys
A causa de l'encara petit nombre de seguidors del partit i de l'absència a la Xina d'una classe urbana que pogués portar a terme una revolució a l'estil soviètic, la Komintern va instar Chen Duxiu a formar una aliança amb el partit nacionalista Guomindang de Sun Yat-sen el qual, tot i no ser comunista, compartia molts dels aspectes revolucionaris i organitzatius del leninisme. No obstant això, la col·laboració amb el Guomindang es va acabar després de la mort de Sun (1925), quan el sector més conservador d'aquest partit, liderat per Chiang Kai-shek, va passar a dominar el Guomindang i va trencar la col·laboració amb els comunistes. Des de la seva nova posició de poder a Nanjing, on havia establert la capital de la República de la Xina el 1927, Chiang Kai-shek va llançar una ofensiva contra els comunistes, al mateix temps que el senyor de la guerra Zhang Zuolin feia igual al nord.
Molts comunistes, fins i tot Li Dazhao, van ser executats. Chen Duxiu va ser blanc de crítiques per la seva suposada passivitat, i va intentar distanciar-se de la Komintern. No obstant això, el paper de la Komintern en l'organització i el finançament del partit era fonamental i Chen Duxiu va ser destituït dels seus càrrecs en una reunió d'emergència celebrada a Wuhan el 7 d'agost de 1927, en la qual, com que no va poder participar-hi, Chen no va tenir ocasió de defensar-se de les acusacions contra seu. Posteriorment, Chen Duxiu es convertiria en líder dels trotskistes xinesos mentre que el PCX entraria en una fase de crisi a causa de l'assetjament de l'exèrcit republicà del KMT. Durant aquesta època es van succeir diversos líders del partit nomenats per Moscou, com ara Zhang Xiangfa, Qu Qiubai o Li Lisan que no aconseguiren, malgrat tot, millorar la situació del Partit.

### La Llarga Marxa

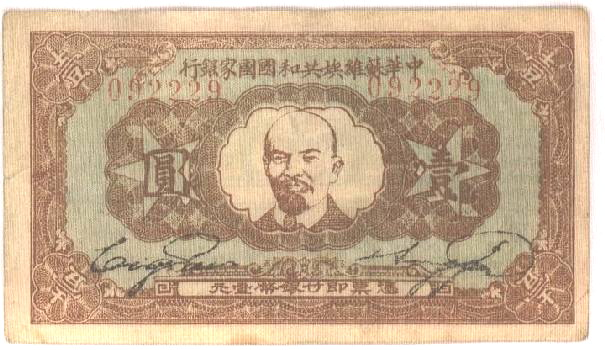
Bitllet amb l'efígie de Lenin emès per la República Soviètica de la Xina.

El jove dirigent Mao Zedong aconseguiria, no obstant això, establir una zona sota control del Partit Comunista en una àrea muntanyenca de les províncies de Jiangxi i de Fujian. Aquesta zona sota govern comunista seria coneguda com el soviet de Jiangxi, si bé el seu nom oficial va ser el de República Soviètica de la Xina, l'estat comunista que pretenia succeir la República de la Xina com a règim polític per a tot el país. El soviet de Jiangxi va portar a terme importants reformes socials i polítiques en la petita zona xinesa sota el seu control, entorn de la ciutat de Ruijin. La presència comunista en la zona va provocar la reacció del govern de la República de la Xina, que va decidir llançar una campanya militar contra el soviet de Jiangxi.
Sabent que l'atac de les forces nacionalistes, és a dir del govern del Kuomintang, era imminent, els líders comunistes van decidir abandonar el soviet de Jiangxi, emprenent un llarg viatge, de més d'un any de durada, que fou conegut com la Llarga Marxa i que passaria a constituir un dels grans fites històrics del Partit. A través d'un llarg periple per l'interior de la Xina, els membres del Partit Comunista van avançar per territoris difícils fugint de les tropes governamentals. La destinació del viatge era la zona muntanyenca de la província de Shaanxi al nord, on s'havia establert una altra zona sota control comunista, més allunyada de les regions controlades pel Govern de la República, dirigit per Chiang Kai-shek. La Llarga Marxa marcaria així mateix l'ascens al poder definitiu de Mao Zedong, en detriment dels líders prosoviétics com ara Bo Gu i Wang Ming, pertanyents a l'anomenat grup dels 28 bolxevics. L'esdeveniment que va precipitar la pujada al poder de Mao seria la Reunió de Zunyi, celebrada a la localitat de Zunyi, a la província de Guizhou, al començament de la Llarga Marxa. En aquesta reunió, Zhou Enlai, un dels principals líders comunistes, va protegir Mao i es va distanciar del grup de Wang Ming i Bo Gu, que veien com Mao s'erigiria en el nou líder indiscutible del Partit.

### La invasió imperialista japonesa
Al final de la Llarga Marxa, el Partit Comunista es trobava en una situació d'extrema debilitat. Després d'haver perdut les seves bases de poder al sud de la Xina, els seus militants, amb Mao ja com a màxim capdavanter, es trobaven aïllats al nord, i el govern, liderat per Chiang Kai-shek anava afermant el seu control sobre el país. No obstant això, la invasió japonesa de la Xina va provocar un canvi en la situació. Davant l'existència d'un enemic comú, Chiang Kai-shek es va veure obligat, després de l'Incident de Xi'an, a col·laborar amb el Partit Comunista. L'avenç dels japonesos en territori xinès va forçar la sortida del govern de la capital de Nanjing, ocupada pel Japó i a replegar-se a la ciutat interior de Chongqing. Durant la guerra contra Japó, els comunistes aconseguirien mantenir el seu control de la zona nord de l'interior de la Xina, entre les províncies de Gansu i Shanxi, i des de la seva capital establerta en la ciutat de Yan'an assolirien atreure molts nous militants del Partit. El 1945, el final de la Segona Guerra Mundial va significar la sortida de l'exèrcit japonès de la Xina. El Partit Comunista s'ensenyorí d'una extensa àrea del nord del país i s'apoderà de gran part del material bèl·lic abandonat pels japonesos en la seva retirada del nord-oest de la Xina. Això va posar al Partit Comunista en una situació de gran fortalesa per negociar amb el Guomindang l'establiment d'un govern d'unitat nacional.

### La guerra civil xinesa
Malgrat els intents de mediació dels Estats Units i de la Unió Soviètica, les postures enfrontades de Chiang Kai-shek i de Mao Zedong van fer impossible l'acord, i així es va reprendre l'enfrontament militar entre el Govern de Nanjing i l'Exèrcit Popular d'Alliberament del Partit Comunista. Mentre el Govern de Nanjing mantenia el control sobre els principals nuclis urbans del país, els comunistes van aconseguir el control del medi rural. A la fi de 1948, les ciutats del nord de la Xina s'havien convertit en illes de poder nacionalista immerses en un mitjà rural sota control comunista. La tàctica de Mao Zedong de controlar el camp havia estat un èxit. Al llarg de 1949, les grans ciutats van anar caient una a una sota control comunista, i el Govern de Nanjing va haver de replegar-se cap al sud, fins a acabar en l'illa de Taiwan, on es mantindria el règim polític de la República Popular de la Xina. La victòria dels comunistes en la Xina continental va dur a la fundació, l'1 d'octubre de 1949 de la nova República Popular de la Xina, sota la direcció de Mao i del Partit Comunista. Després de la fundació de la nova República Popular, Mao Zedong va cercar la col·laboració de la Unió Soviètica. Tot i que el lideratge de Mao havia distanciat al comunisme xinès del soviètic, Mao i els altres dirigents del Partit Comunista de la Xina eren conscients que la superpotència soviètica, per la seva ideologia comunista, havia de ser l'aliat natural de la nova Xina.

### Després de 1949
Com a conseqüència del Tractat d'Amistat, Aliança i Ajuda Mútua entre els dos països, signat el febrer de 1950, el nou règim comunista xinès va rebre suports econòmics i logístics per part de la Unió Soviètica de Stalin; i el Partit Comunista de la Xina adoptava un model organitzatiu i econòmic per al nou Estat basat en gran manera en l'experiència soviètica. El VIII Congrés Nacional del Partit, celebrat el 1956, fou el primer congrés nacional després de la victòria en la Guerra Civil, i s'hi van aprovar les directrius pels anys següents. No obstant això, l'aparent unitat en el si del Partit començaria a entrar en crisi poc després d'aquest congrés.

### La ruptura sinosoviètica
La campanya del Gran Salt Endavant, promoguda per Mao en contra de les opinions dels assessors soviètics i de molts dirigents comunistes xinesos, va resultar un fracàs econòmic, i va enfrontar a Mao a altres dirigents del Partit, a més de provocar el distanciament respecte a la Unió Soviètica, que acabaria derivant en un conflicte obert. Aquest enfrontament entre els règims xinès i soviètic, la Ruptura Sinosoviètica, arribaria a posar a la Xina a prop de la guerra amb la Unión Soviètica.
L'aïllament internacional del règim xinès i les lluites pel poder marcarien l'evolució del Partit Comunista durant els anys seixanta i la primera meitat dels anys setanta. Després del fracàs del Gran Salt Endavant, Mao va ser relegat en l'aparell de l'Estat, cedint el lloc de president de la República Popular de la Xina a Liu Shaoqi, i mantenint només el seu càrrec de president del Partit. Des d'aquesta posició, Mao, al costat de la seva esposa Jiang Qing i del líder de l'exèrcit Lin Biao, llançaria la Revolució Cultural, campanya de recuperació de l'ortodòxia ideològica del Partit que ha estat interpretada com una manifestació més de les lluites pel poder durant aquells anys. La Revolució Cultural va tenir com a conseqüència la sortida del poder, tant del Partit com de l'Estat, de dirigents com Liu Shaoqi i Deng Xiaoping. A causa dels enfrontaments interns durant aquests anys, el IX Congrés Nacional del Partit no se celebraria fins a setembre de 1969. El IX Congrés va marcar la victòria de Mao i Lin Biao en la pugna pel poder. La prefectura d'Estat va ser abolida i Mao, en la seva condició de president del Partit, es convertia de nou en el màxim dirigent del país. Les lluites pel poder continuarien, no obstant això, en els anys següents. Lin Biao seria responsable d'almenys dos intents de cop d'Estat contra Mao i acabaria morint en un accident d'aviació quan intentava fugir del país rumb a Moscou. L'esposa de Mao, Jiang Qing, al costat dels seus seguidors, formarien el grup de dirigents del Partit que més tard seria conegut despectivament com la Banda dels Quatre. L'agost de 1973, es va celebrar el X Congrés Nacional del Partit, que va confirmar la línia ideològica de la Revolució Cultural i confirmava el poder de Jiang Qing i els seus col·laboradors.

### Després de Mao
Tanmateix, després de la mort del president Mao, el successor designat per aquest, Hua Guofeng, va fer arrestar la Banda dels Quatre, i va permetre el retorn al poder de dirigents que havien estat apartats durant la Revolució Cultural. Precisament el principal d'aquests dirigents, Deng Xiaoping, que gaudia d'una base de suports molt més gran que el gairebé desconegut Hua, acabaria aconseguint el poder al Partit i a l'Estat. El 1977, l'XI Congrés Nacional del Partit condemnava els esdeveniments de la Revolució Cultural, atribuint a la Banda dels Quatre tota la responsabilitat dels errors comesos. Aquesta ruptura amb els anys precedents es confirmaria amb major claredat un any després, el desembre de 1978, quan es va celebrar la III Sessió Plenària del XI Congrés Nacional. En aquesta reunió, que va confirmar la irrupció de Deng Xiaoping com a nou home fort del Partit, es va condemnar de manera explícita la Revolució Cultural, que va ser qualificada de "catàstrofe" i es van reiterar les manifestacions de condemna contra Lin Biao i la Banda de les Quatre. La nova línia oficial del Partit assegurava que Mao havia comès errors, però n'atribuïa la responsabilitat principal als seus seguidors, respectant la figura de Mao com a gran líder revolucionari.
A partir de l'XI Congrés, es va iniciar una etapa d'estabilitat política, derivada del ferm control del Partit per Deng Xiaoping, que ha continuat fins a l'actualitat. Des de 1978, els congressos nacionals del partit s'han anat celebrant amb regularitat cada cinc anys, i les línies mestres tant polítiques com econòmiques marcades per Deng Xiaoping han estat mantingudes pels seus successors al capdavant tant del Partit com de l'Estat, Jiang Zemin i Hu Jintao. La major crisi a la qual va haver d'enfrontar-se el Partit Comunista en aquests anys va ser sens dubte la qual es va derivar de les protestes de la Plaça de Tian'anmen de 1989. El desenllaç d'aquestes protestes, en les quals van morir centenars de manifestants després de la intervenció de l'exèrcit, va suposar la sortida del poder de dirigents com Zhao Ziyang, i va convertir a Jiang Zemin en el successor de Deng Xiaoping. El patrimoni ideològic del Partit, basat en el marxisme-leninisme i el pensament de Mao Zedong, ha estat ampliat en els últims anys amb el pensament de Deng Xiaoping i la teoria de les Tres representacions de Jiang Zemin. D'aquesta manera, el Partit ha mantingut l'evolució de la seva ideologia, així com el respecte als seus dirigents, incorporant a la seva doctrina les idees dels líders més recents.

## Organització
Al capdavant del Partit Comunista es troba el Comitè Central, format pel voltant de 300 membres triats pel Congrés Nacional del Partit Comunista de la Xina, que es convoca cada cinc anys. Un grup més reduït de membres d'aquest Comitè Central, en l'actualitat 22, constitueix el Buró Polític, dins del qual hi ha un òrgan de poder més restringit format pels nou membres del Comitè Permanent del Buró Polític. A aquests nou membres del Comitè Permanent se'ls considera habitualment els homes més poderosos del règim i la majoria d'ells ocupen també funcions de govern en l'aparell de l'Estat. Encapçalant el Comitè Permanent es troba el secretari general. La figura del president del Partit, que havia ocupat Mao Zedong, va ser abolida el 1982. El Partit Comunista Xinès compta amb dues organitzacions juvenils, el Cos de Joves Pioners de la Xina, per a nens, i la Lliga de la Joventut Comunista de la Xina.

### Congressos nacionals
El Congrés Nacional del Partit Comunista de la Xina es convoca en l'actualitat cada cinc anys, i durant el mateix es tria el Comitè Central del partit, a més de debatre's i aprovar-se les normes internes del Partit. El XVIII Congrés Nacional, celebrat en 2012, ha estat l'últim congrés nacional, del que procedeix l'actual Comitè Central. El XIX Congrés Nacional se celebrarà del 18 al 24 d'octubre.

## Ideologia
El Partit Comunista de la Xina és una de les majors organitzacions polítiques en el món i en l'actualitat compta amb més de 60 milions de membres. El Partit té presència en tots els àmbits de la vida xinesa, controlant els diferents nivells de govern i els llocs de treball i les institucions d'ensenyament. En l'època de Mao Zedong, la principal diferència entre el comunisme xinès i el d'inspiració soviètica que es va estendre per Europa i altres parts del món, radicava en la diferent visió dels papers de la classe camperola i la dels treballadors urbans. Mentre que els comunistes soviètics desconfiaven de l'esperit revolucionari dels camperols i veien els treballadors urbans com la classe capaç d'enfrontar-se al poder burgès, Mao va veure en els camperols l'autèntic motor de la revolució. Aquesta visió del món rural com el que havia d'alçar-se contra els poders establerts va ser la principal aportació de Mao al pensament comunista. Molts moviments comunistes, sobretot en Àsia i Llatinoamèrica, han pres aquesta idea del maoisme, considerant a la pagesia com la classe social que ha de rebel·lar-se contra el poder i arribar a l'ideal de la dictadura del proletariat.
Aquesta visió ideològica va canviar substancialment amb la pujada al poder de Deng Xiaoping, màxim líder xinès des de finals dels anys setanta fins a la seva defunció el 1987. Deng va impulsar una sèrie de reformes econòmiques que van suposar l'entrada a la Xina d'inversions d'empreses estrangeres i la creació d'empreses privades dins de la mateixa Xina. Aquesta obertura econòmica de les tres últimes dècades ha alterat la base ideològica del Partit, que ha anat abandonant les idees comunistes tradicionals representades pel pensament de Mao Zedong i assumint com vàlid el model econòmic capitalista. La ideologia del Partit ha derivat en aquest sentit cap a un model autoritari amb un fort component nacionalista. Aquesta deriva ideològica va ser formalitzada en la teoria ideològica de la Triple Representativitat de Jiang Zemin, el successor de Deng en el poder tant en l'Estat xinès com en el Partit Comunista, i que ha suposat l'admissió d'empresaris com a membres del Partit Comunista en els últims anys. Aquesta profunda transformació ideològica ha continuat amb el successor de Jiang, Hu Jintao, sota el mandat del qual s'han intensificat les reformes polítiques i econòmiques.